# Kiel Hauptbahnhof
Kiel Hauptbahnhof ist der wichtigste Bahnhof der schleswig-holsteinischen Landeshauptstadt Kiel. Der Hauptbahnhof verfügt als Kopfbahnhof über 8 Bahnsteiggleise und ist zentraler Knotenpunkt für den Regional- und Fernverkehr. Es gibt regelmäßige Verbindungen zu anderen Städten in Schleswig-Holstein sowie zu größeren Städten in Deutschland, wie Hamburg, Berlin und München.
Der Hauptbahnhof befindet sich direkt an der Kieler Förde, wobei die Fähranleger nach Oslo und Göteborg nur wenige hundert Meter entfernt liegen. An den Bussteigen, im Hauptbahnhof sowie auf dem Bahnhofsvorplatz sind täglich mehr als 100.000 Menschen unterwegs.
Mit täglich etwa 37.000 Reisenden und Besuchern pro Tag ist er ist nach Fahrgastaufkommen zusammen mit Lübeck Hauptbahnhof einer der beiden größten Bahnhöfe in Schleswig-Holstein.

## Geschichte

### Standort 1843–1902 und Neubau am heutigen Standort

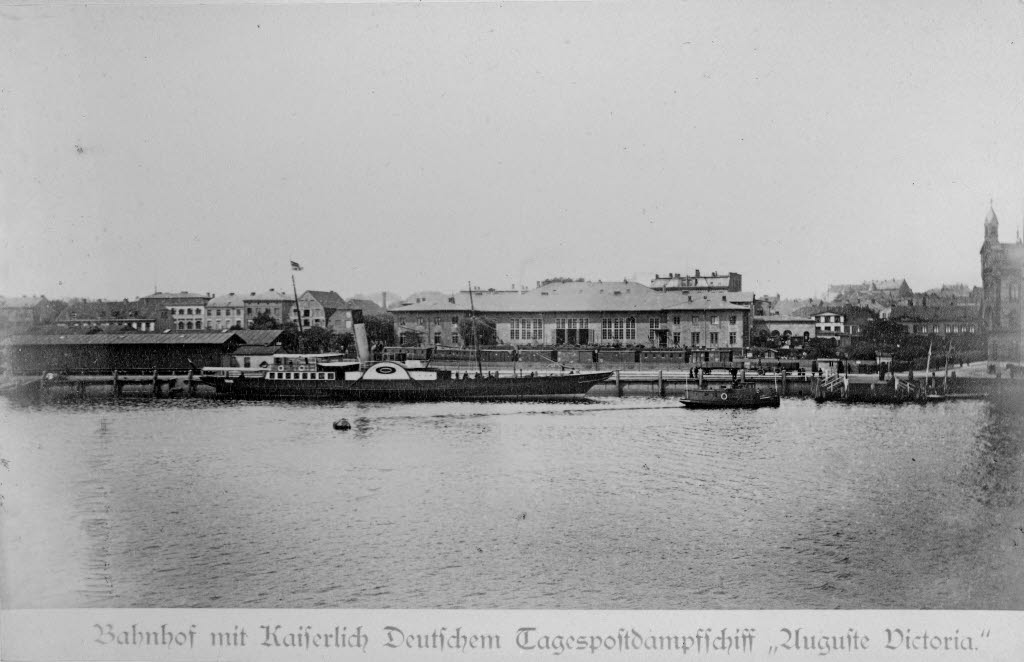
Kieler Bahnhof (1843–1905)
Aufnahme vom Wasser von Osten aus im Jahr 1844

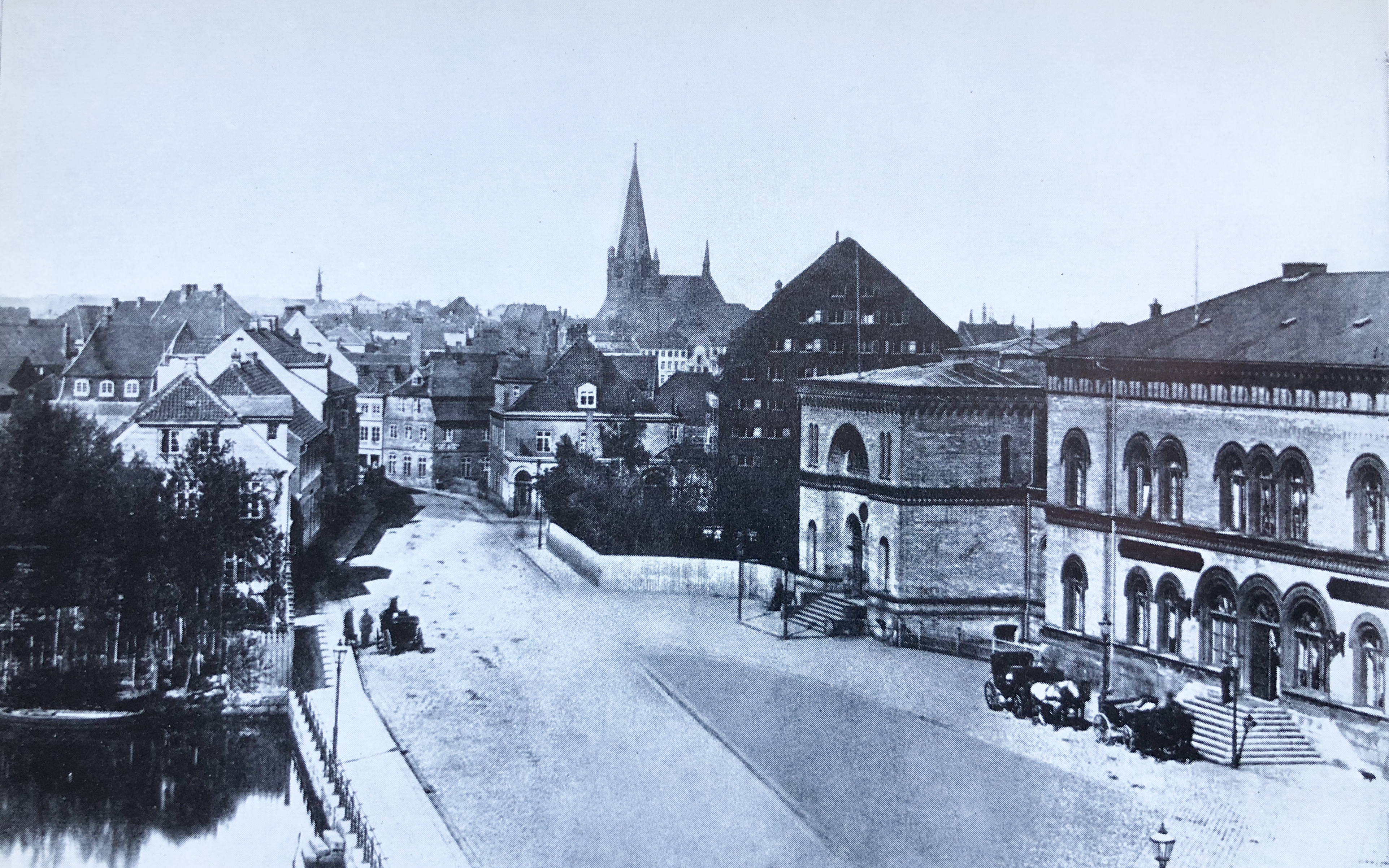
1865 – links der Ziegelteich (1875 zugeschüttet), dahinter Muhls Hotel, am Horizont links der Dachreiter der Heiligengeistkirche (1242–1945), in Bildmitte am Horizont die Nikolaikirche (1242–heute), westlich weiter vorn der Brauersche Speicher, zuvor Zuckerfabrik, davor die Jensenstraße (seit 1955 Gelände der Hauptpost/Stresemannplatz 1), rechts davon der Bahnhof (1843–1905) Der Straßenzug in Bildmitte hieß Klinke, heute Holstenplatz/Andreas-Gayk-Straße

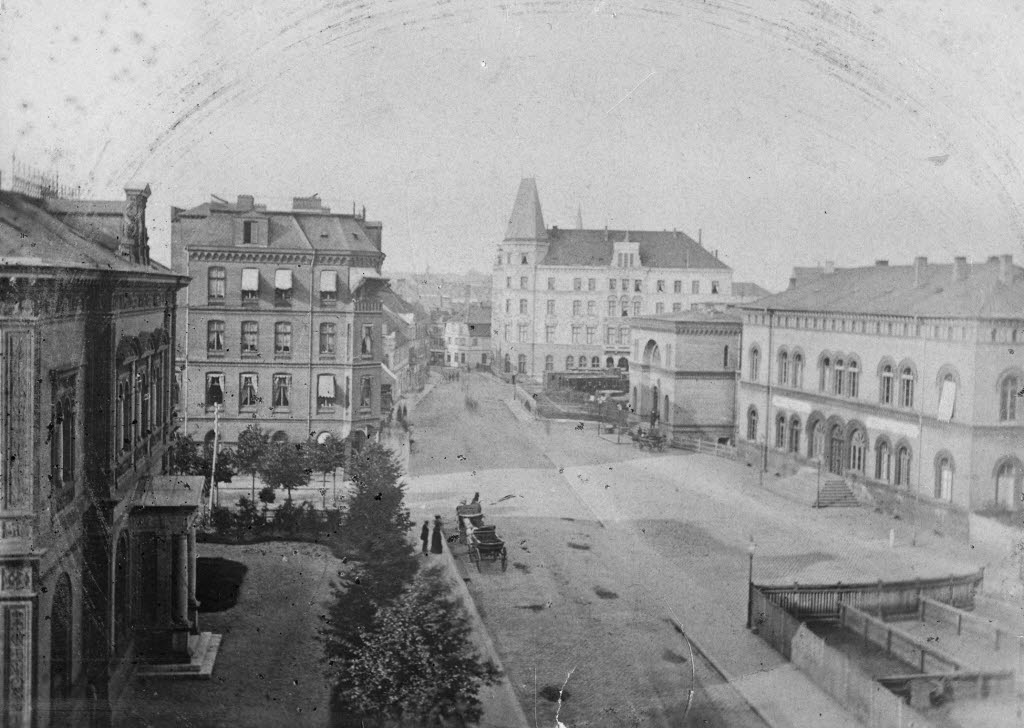
1885 – Kieler Bahnhof (1843–1905) rechts, im Hintergrund rechts das Hotel Germania, links das Thaulow-Museum (1878–1944)

Der erste Kieler Bahnhof wurde 1843 bis 1846 am Ziegelteich (zugeschüttet zwischen 1865 und 1876), rund 500 Meter nördlich des jetzigen Standortes, errichtet. Es war ein zweigeschossiger Bau. Er befand sich auf dem Westende der heutigen Straße Stresemannplatz und erstreckte sich bis in das heutige Gebäude Andreas-Gayk-Straße 31 (Hauptpost/Tourist-Information). Die Gleise führten die heutige Auguste-Victoria-Straße entlang und reichten bis an die Jensenstraße, die die Straße Klinke, heute Andreas-Gayk-Straße, mit der Kaistraße verband und damit quer über den heutigen Innenhof der Hauptpost führte.
Dieser Bahnhof war dem wachsenden Verkehr, besonders dem eines Reichskriegshafens, zu dem Kiel 1871 erklärt worden war, nicht mehr gewachsen. Darum wurde südlich ein neuer Bahnhof geplant. Der jetzige Standort verbesserte die Zufahrtsmöglichkeit zum Hafen für den Straßenverkehr. Der Bau begann 1895.
Der westliche Teil des damals viergleisigen Kopfbahnhofs (Gleis 3 und 4) wurde 1899 fertiggestellt. Bis dahin verkehrten noch Züge durch eine Lücke im Ostflügel zum alten Bahnhof. Nach Eröffnung des neuen Bahnhofes konnte der Verkehr zum alten Bahnhof eingestellt werden, der Ostflügel (Gleis 1 und 2) folgte 1900. Der alte Bahnhof wurde 1902 abgerissen. Auf der Ostseite des neuen Empfangsgebäudes entstanden Fürstenzimmer. Für deren Ausgestaltung gab Kaiser Wilhelm II. Direktiven: Vorbild sollte die Innendekoration seiner Jacht Hohenzollern sein. Von hier führte die Kaisertreppe, kombiniert mit einer geschwungenen Auffahrt angelegt, auf kürzestem Weg zum Hafenbecken mit dem Anleger für die kaiserliche Jacht. Die endgültige Fertigstellung des langgezogenen Westflügels (Gleis 5 und 6) und der Bahnsteighalle dauerte noch bis 1911, da unter anderem zunächst das Kieler Stadtkloster, ein Armenhaus am Sophienblatt, abgerissen werden musste.
Am 2. Oktober 1927 erhielt der Bahnhof, der bis dahin nur „Kiel“ hieß, die Bezeichnung „Kiel Hbf“.
Im Jahre 1944 wurden der Hauptbahnhof und die angrenzenden Prachtbauten bei einem schweren Bombenangriff durch die Alliierten schwer beschädigt. Ab 1950 wurde der Bahnhof in vereinfachter Form wiederaufgebaut. Dabei entstand im östlichen Teil des Empfangsgebäudes ein Restaurant, so dass die Kaisertreppe nicht mehr als Zugang nutzbar war.

### Veränderungen Bahnhofsumfeld 1949–1999

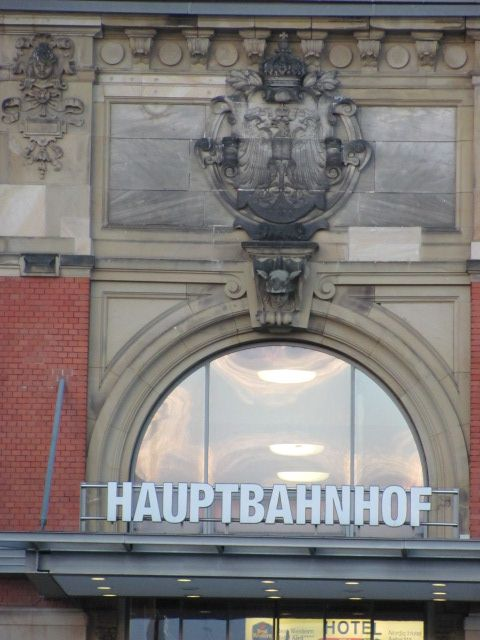
Adler über dem Ost-Eingang zu den ehemals kaiserlichen Warteräumen
Aufnahme von 2010, Blickrichtung Westen

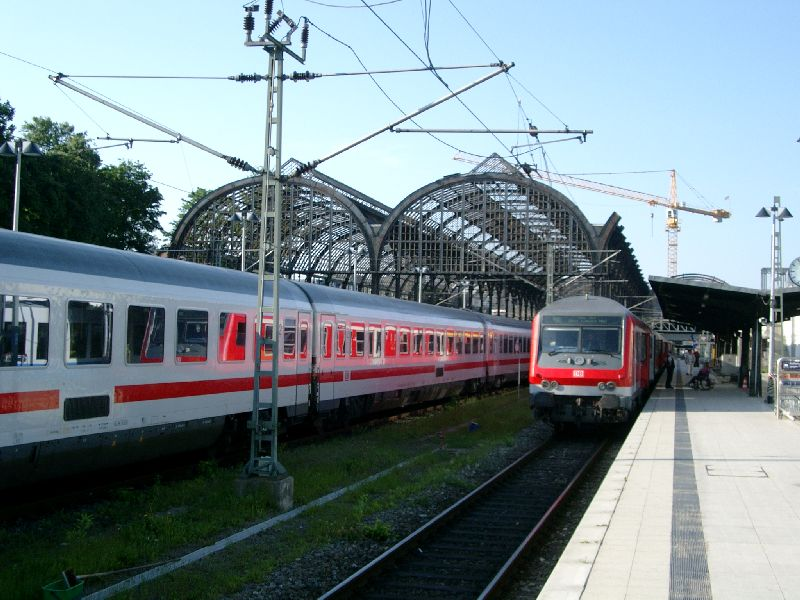
Kieler Bahnhof in der Umbauphase
Aufnahme von 2003, Blickrichtung Norden

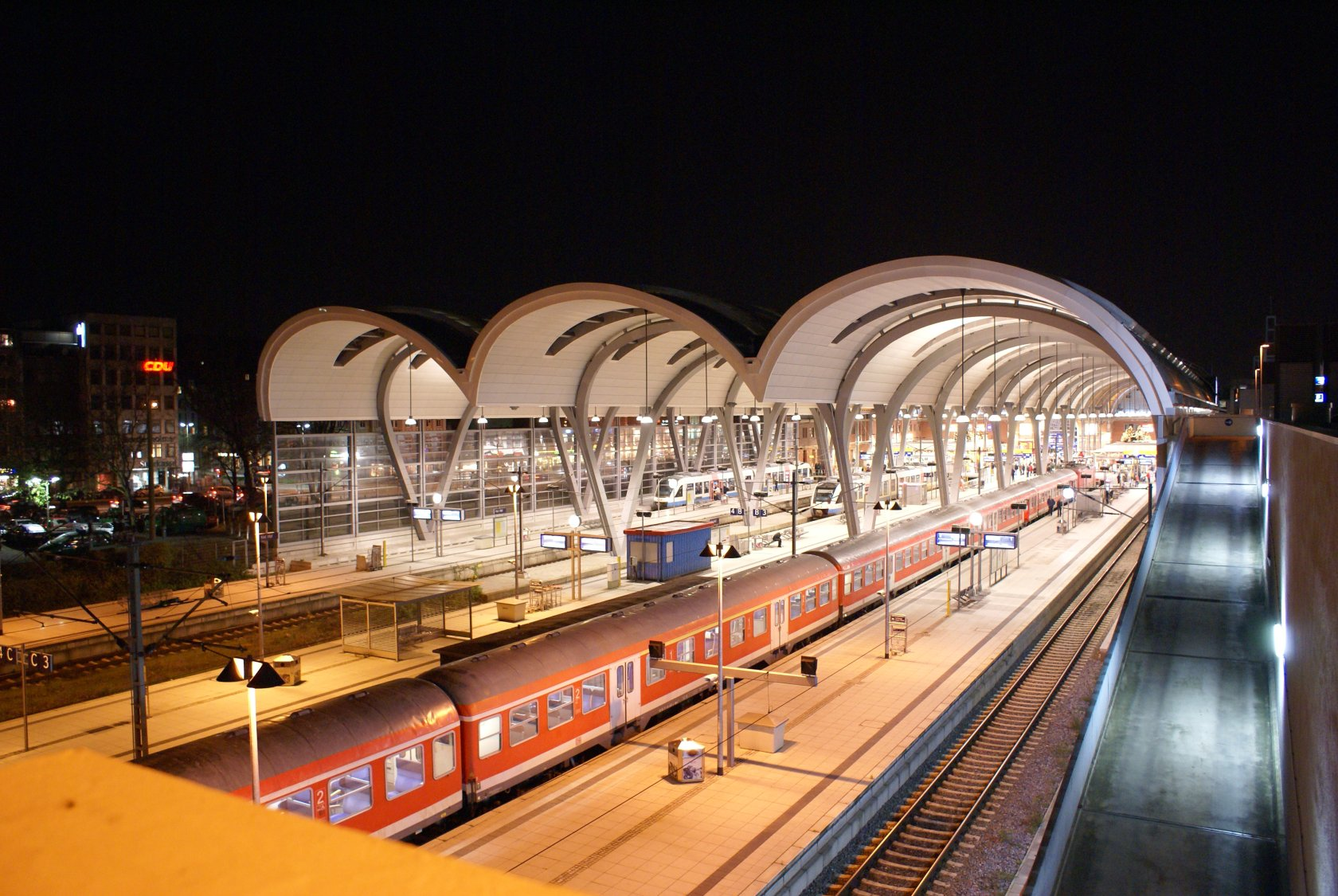
Umgebauter Kieler Hauptbahnhof in der Nacht
Aufnahme von 2006, Blickrichtung Norden

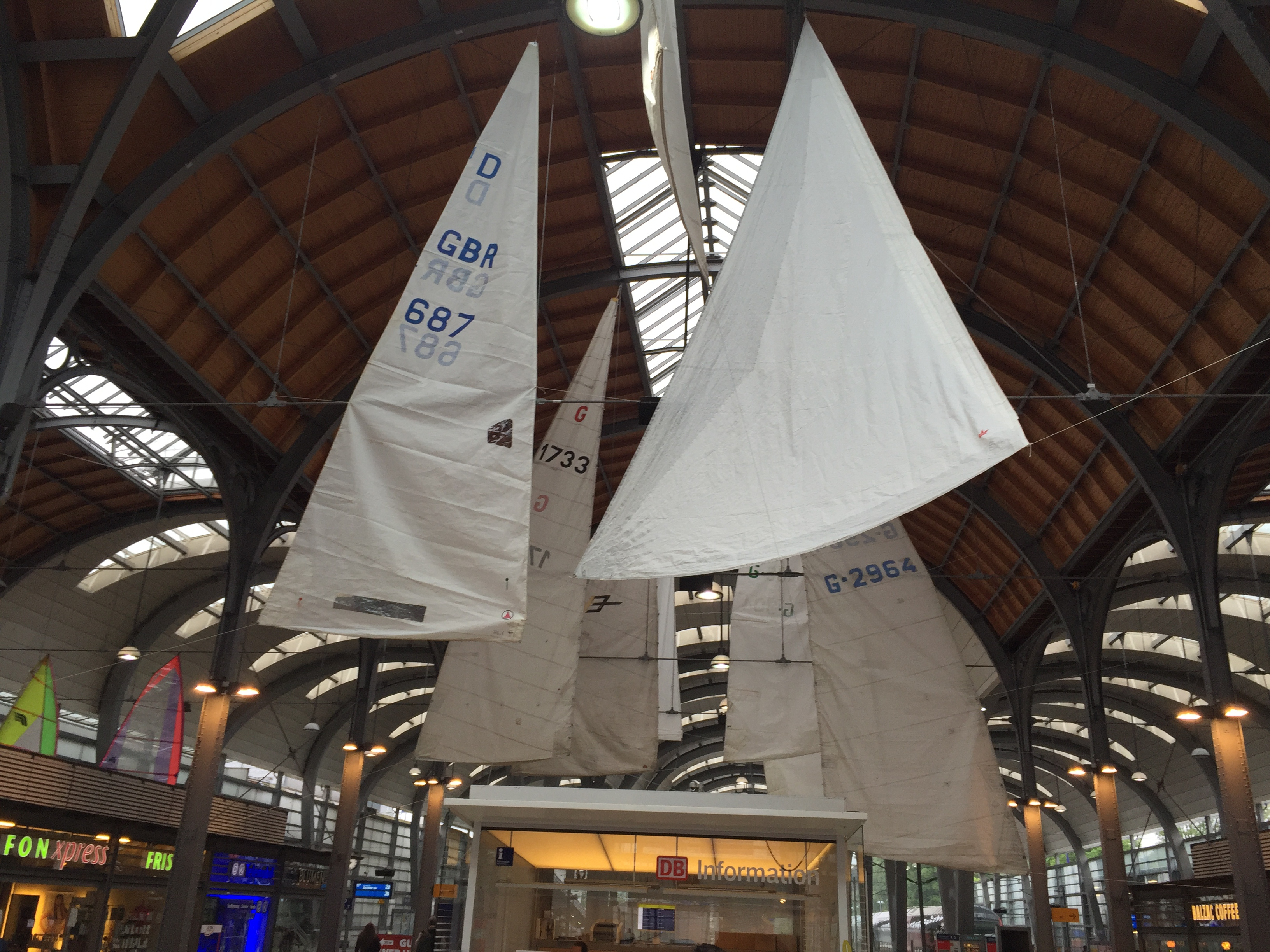
Bahnhofshalle geschmückt für die Kieler Woche

In den 1950er Jahren wurde das Bahnhofsumfeld umgestaltet. Insbesondere wurde die westlich des Bahnhofs gelegene zuführende Straße Sophienblatt stark verbreitert. Dazu wurden die Gebeine des 1793 angelegte St.-Jürgen-Friedhof 1955 umgebettet und die 1904 gebaute St.-Jürgen-Kirche abgerissen.
Vor den Olympischen Sommerspielen 1972 wurde auf der Nordseite des Bahnhofsvorplatzes ein hochgelegtes Parkdeck errichtet, unter dem sich ebenerdig der Zentrale Omnibusbahnhof (ZOB) befand. Die fußläufige Verbindung zwischen dem Bahnhofsgebäude und dem ZOB über den Vorplatz erfolgte mittels eines überdachten Fußgängersteges als leichte Stahlkonstruktion, die aus dem Haupteingangsbogen des Bahnhofes herausführte und in die aufgestelzte, gegenüberliegende Parkebene mündete. Im Bahnhof wurden auf dem Querbahnsteig sowie rund um die Eingangshalle verschiedene Verkaufspavillons errichtet, dazu auch in der historischen Eingangshalle (Nordeingang) und den danebenliegenden Wartehallen jeweils eine zusätzliche Ebene eingezogen, die die historische Raumhöhe halbierte.
Auch zum 1988 errichteten Einkaufszentrum Sophienhof wurde ein Fußgängersteg ausgehend vom Empfangsgebäude angelegt, was die Architektur des Gebäudes beeinträchtigte. Genauso zwei außen am Bahnhof angebrachte geschlossene Fußgängerstege links und rechts der Eingangshalle im Norden, die von den Kielern wegen ihres Aussehens scherzhaft „BH“ genannt wurden.
Auf der Ostseite zum Hafen hin wurde 1994/1995 das Erlebniszentrum CAP mit mehreren Restaurants und einem Großkino errichtet. Es verfügt über einen direkten Zugang auf Bahnsteighöhe vom östlichsten Bahnsteig. Das Cap erhielt im Jahr 2010 bereits seinen zweiten Umbau – im Wesentlichen eine erneute Veränderung der Passage und der Eingangsbereiche unter Beibehaltung der Lokalitäten, seit einigen Jahren u. a. auch eine Bowlingbahn und eine Discothek.
1995 wurde die Bahnstrecke Richtung Hamburg elektrifiziert. Seitdem starten und enden hier täglich auch ICE-Züge.

### Seit Bahnhofsumbau 1999
Im Jahr 1999 begann ein umfassender Umbau des Bahnhofs nach Entwürfen des Architekten Stefan Rimpf. Unter anderem erhielt er eine neu gestaltete Empfangshalle. Die Zwischenebene in der historischen Eingangshalle wurde entfernt und damit die einstige Raumhöhe wiederhergestellt. Der Fußgängersteg zum ZOB und die Außenstege an der Nordseite des Bahnhofs sind ersatzlos abgerissen worden, der Fußgängersteg zum Sophienhof wurde durch eine Stahl-Glas-Konstruktion ersetzt. Der umgestaltete Bahnhofsvorplatz und die Empfangshalle am Querbahnsteig mit zahlreichen Geschäften wurde zur Kieler Woche im Juni 2004 eingeweiht. Auch die Kaisertreppe im Osten wurde wieder hergestellt. Wegen finanzieller und technischer Schwierigkeiten wurde der Umbau mehrmals unterbrochen und erst im Mai 2006 mit der Fertigstellung einer neuen Bahnsteighalle abgeschlossen; nur über dem Querbahnsteig ist noch die alte und sanierte Bahnhofshalle erhalten. Die Gesamtkosten des Umbaus betrugen rund 60 Millionen Euro. Die Kosten der Bahnsteighalle wurden mit rund 30 Millionen Euro beziffert.
Das Parkdeck mit dem noch bis 2016 darunter befindlichen ZOB wurde 2009–2010 im Süden – zum Bahnhof hin – um knapp ein Drittel reduziert (Teilabriss) und dort ein Hotel errichtet.
Ab 2013 gab es einen erneuten Umbau des Bahnhofs mit der Entstehung der Gleise 2b und 6b gegeben. Gleis 2b wurde außerhalb der Halle am Bahnsteig der Gleise 1 und 2 realisiert, der zu einem Zungenbahnsteig umgebaut wurde; für Gleis 6b gilt das Gleiche am Bahnsteig der Gleise 5 und 6. Die Bahnsteige wurden nötig, um den zusätzlichen Verkehr in den Relationen Kiel–Rendsburg und Kiel–Schönberger Strand bewältigen zu können. Die Arbeiten waren im Oktober 2014 weitgehend beendet.
2016 wurde das einst mit dem Bahnhof verbundene Parkdeck über dem ZOB abgerissen, um folgenden Neubauten Platz zu machen: Einem neuen, schmaleren Parkhaus zum Stresemannplatz hin, einem neuen ZOB an der Viktoriastraße und einem weiteren Hotel an der Kaistraße.
Zur Barrierefreiheit ist ein Tastmodell in der Bahnhofshalle vorhanden.

## Strecken

### Gegenwärtig im Personenverkehr betrieben
- Kiel–Flensburg
- Kiel-Hassee–Osterrönfeld (eigene Strecke erst ab Kiel-Hassee)
- Kiel–Lübeck
- Hamburg-Altona–Kiel
- Kiel Süd–Schönberger Strand (eigene Strecke erst ab Abzweigstelle Kiel Hbf Ss). Von 1897 bis 1911 sowie von 1954 bis 1981 endeten die Personenzüge der Kiel-Schönberger Eisenbahn im Hauptbahnhof. Vor allem in den Sommermonaten verkehren Sonderzüge nach Schönberger Strand. Ab September 2013 verkehrte hier an Schultagen ein Schülerzug zum neu errichteten Haltepunkt Kiel Schulen am Langsee, seit 2017 gibt es regelmäßigen Verkehr bis Kiel-Oppendorf.

### Stillgelegte und abgebaute Strecke
- Auch die Züge der Kleinbahn Kiel–Segeberg hatten ab 1. Juli 1954 ihren Endpunkt im Hauptbahnhof, allerdings wurde der Verkehr auf dieser Strecke 1961 eingestellt.

## Fernverkehr
(Stand: 2025)
| Linie  | Linienverlauf | Takt          |
| ------ | --- | ------------- |
| ICE 18 | (Kiel Hbf –) Hamburg Hbf – Berlin Hbf – Halle Hbf – Erfurt Hbf – Nürnberg Hbf – Donauwörth – Augsburg Hbf – München Hbf                                                                   | einzelne Züge |
| ICE 20 | (Kiel Hbf –) Hamburg Hbf – Hannover Hbf – Kassel-Wilhelmshöhe – Frankfurt (Main) Hbf – Mannheim Hbf – Karlsruhe Hbf – Freiburg (Breisgau) Hbf – Basel SBB (– Zürich HB)                   | einzelne Züge |
| ICE 22 | (Kiel Hbf –) Hamburg Hbf – Hannover Hbf – Kassel-Wilhelmshöhe – Frankfurt (Main) Hbf – Frankfurt (Main) Flughafen Fernbf – Mannheim Hbf – Stuttgart Hbf                                   | einzelne Züge |
| ICE 25 | (Kiel Hbf –) Hamburg Hbf – Hannover Hbf – Kassel-Wilhelmshöhe – Würzburg Hbf – Nürnberg Hbf – München Hbf                                                                                 | einzelne Züge |
| ICE 42 | (Kiel Hbf –) Hamburg Hbf – Bremen Hbf – Osnabrück Hbf – Dortmund Hbf – Köln Hbf – Frankfurt (Main) Flughafen Fernbf – Mannheim Hbf – Stuttgart Hbf – Ulm Hbf – Augsburg Hbf – München Hbf | einzelne Züge |
| EC 27  | (Kiel Hbf –) Hamburg Hbf – Berlin-Spandau – Berlin Hbf – Berlin Südkreuz – Dresden Hbf – Bad Schandau – Ústí nad Labem hl.n. – Praha hl.n.                                                | einzelne Züge |

## Regionalverkehr
| Linie                    | Linienverlauf | Kursbuchstrecke | Eingesetzte Fahrzeuge                                                                                 | EVU                         |
| ------------------------ | --- | --------------- | --- | --------------------------- |
| RE 7                     | Flensburg/Kiel Hauptbahnhof – Flintbek – Bordesholm – Einfeld – Neumünster – Elmshorn – Hamburg Dammtor – Hamburg Hauptbahnhof | 103             | Bombardier Twindexx Vario                                                                             | DB Regio Schleswig-Holstein |
| RE 70                    | Kiel Hauptbahnhof – Bordesholm – Neumünster – Brokstedt – Wrist – Elmshorn – Hamburg Dammtor – Hamburg Hauptbahnhof | 103             | Baureihe 146 + 6–7 Doppelstockwagen / Bombardier Twindexx Vario / Baureihe 112 + 6–7 Doppelstockwagen | DB Regio Schleswig-Holstein |
| RE 72                    | Kiel Hauptbahnhof – Suchsdorf – Gettorf – Eckernförde – (Unterbrochen) – Boren-Lindaunis Schleibrücke Nord – Süderbrarup – Sörup – Husby – Flensburg                                                                                               | 146             | 1 × Flirt Akku                                                                                        | Nordbahn                    |
| RB 73                    | Kiel Hauptbahnhof – Kiel-Hassee CITTI-PARK – Kronshagen – Suchsdorf – Gettorf – Eckernförde – Rieseby – Rieseby Schleibrücke Süd | 146             | 1 × FLIRT Akku                                                                                        | Nordbahn                    |
| RE 74                    | Kiel Hauptbahnhof – Felde – Rendsburg – Owschlag – Schleswig – Jübek – Husum | 134             | 1 × FLIRT Akku                                                                                        | Nordbahn                    |
| RB 75                    | Kiel Hauptbahnhof – Kiel-Hassee CITTI-PARK – Kiel-Russee – Melsdorf – Achterwehr – Felde – Bredenbek – Schülldorf – Rendsburg | 134             | 1 × FLIRT Akku                                                                                        | Nordbahn                    |
| RB 76                    | Kiel Hauptbahnhof – Kiel Schulen am Langsee – Kiel-Ellerbek – Kiel-Oppendorf | 133             | 1 × Flirt Akku                                                                                        | erixx Holstein              |
| RE 83                    | Kiel Hauptbahnhof – Raisdorf – Preetz – Ascheberg – Plön – Bad Malente-Gremsmühlen – Eutin – Bad Schwartau – Lübeck Hauptbahnhof – Lübeck Hochschulstadtteil – Lübeck Flughafen – Ratzeburg – Mölln – Büchen – Lauenburg (Elbe) – Echem – Lüneburg | 145             | 2 × Flirt Akku 3 × Flirt Akku                                                                         | erixx Holstein              |
| RB 84                    | Kiel Hauptbahnhof – Kiel-Elmschenhagen – Raisdorf – Preetz – Ascheberg – Plön – Bad Malente-Gremsmühlen – Eutin – Pönitz – Pansdorf – Bad Schwartau – Lübeck Hauptbahnhof                                                                          | 145             | 1–2 × Flirt Akku                                                                                      | erixx Holstein              |
| Stand: 15. Dezember 2024 | |                 | |                             |

## Busverkehr
Westlich des Hauptbahnhofes befindet sich am Sophienblatt die zentrale Busstation für den Stadtverkehr (Haltestelle Hauptbahnhof) mit fünf Bussteigen in Nord- und sechs Bussteigen in Südrichtung. Hier halten die Busse des Stadtverkehrs der Kieler Verkehrsgesellschaft (KVG) sowie einige Linien der Verkehrsbetriebe Kreis Plön (VKP). 
Der Zentrale Omnibusbahnhof (ZOB) befindet sich nördlich des Hauptbahnhofs in der Auguste-Viktoria-Straße. Hier verkehren an 13 Bussteigen unter anderem die Regionallinien der VKP und der Autokraft sowie der Linienverkehr zum Flughafen Hamburg („Kielius“) und die Linien des Fernbusverkehrs.